# Premsa de Bèlgica
La premsa de Bèlgica que s'ha distribuït i es distribueix, es recull en aquest resum.

## Llistat de periòdics valons i flamencs
| Nom del diari          | Temàtica    | Tendència    | Tipus    | Format | Grup editorial | Ref. |
| ---------------------- | ----------- | ------------ | -------- | ------ | -------------- | ---- |
| De morgen              | generalista |              | pagament |        |                |      |
| De Standaard           | generalista | pagament     |          |        |                |      |
| De Tijd                | generalista |              | pagament |        |                |      |
| Gazet van Antwerpen    | generalista | democristrià | pagament |        |                |      |
| Het Belang van Limburg | generalista | pagament     |          |        |                |      |
| Het Laastste Nieuws    | generalista |              | pagament |        |                |      |
| Het Nieuwsblad         | generalista | pagament     |          |        |                |      |

| Nom del diari     | Temàtica    | Tendència     | Tipus       | Format | Grup editorial | Ref. |
| ----------------- | ----------- | ------------- | ----------- | ------ | -------------- | ---- |
| La Libre Belgique | generalista | pagament      |             | IPM    | [ 1 ] [ 2 ]    |      |
| Le Soir           | generalista | independent   | generalista |        | Groupe Rossel  |      |
| La Dernière Heure | generalista | dreta liberal | pagament    |        |                |      |
| L'Avenir          | generalista | pagament      |             |        |                |      |
| L'Écho            | generalista | pagament      |             |        |                |      |
| Sudpress          | generalista |               | pagament    |        |                |      |

| Nom del diari | Temàtica    | Tendència | Tipus | Format | Grup editorial | Ref. |
| ------------- | ----------- | --------- | ----- | ------ | -------------- | ---- |
| Grenz-Echo    | generalista | pagament  |       |        | [ 2 ]          |      |

## Llistat de premsa mensual o setmanal
| Nom de la publicació | Tipus                   | Format | Grup editorial |
| -------------------- | ----------------------- | ------ | -------------- |
| Europolitique        | política                |        |                |
| Le Sillon belge      | agricultura             |        |                |
| Humo                 |                         |        |                |
| Knack                |                         |        |                |
| Télépro              | entreteniment televisiu |        |                |
| Trends-Tendances     |                         |        |                |

## Premsa desapareguda
- Le Bien public
- La Cité
- Courrier des Pays-Bas
- Le Drapeau rouge
- La Gazette
- L'indépendance belge
- La Nation belge
- Le pay réel
- Le Peuple
- La Wallonie